# Eduard Reisch
Eduard Reisch (* 19. Juli 1961) ist ein deutscher Sprengmeister aus Apfeldorf in Bayern. Er verantwortete im Februar 2014 mit dem AfE-Turm in Frankfurt am Main die bis dahin höchste Gebäude-Sprengung Europas.

## Leben und Wirken

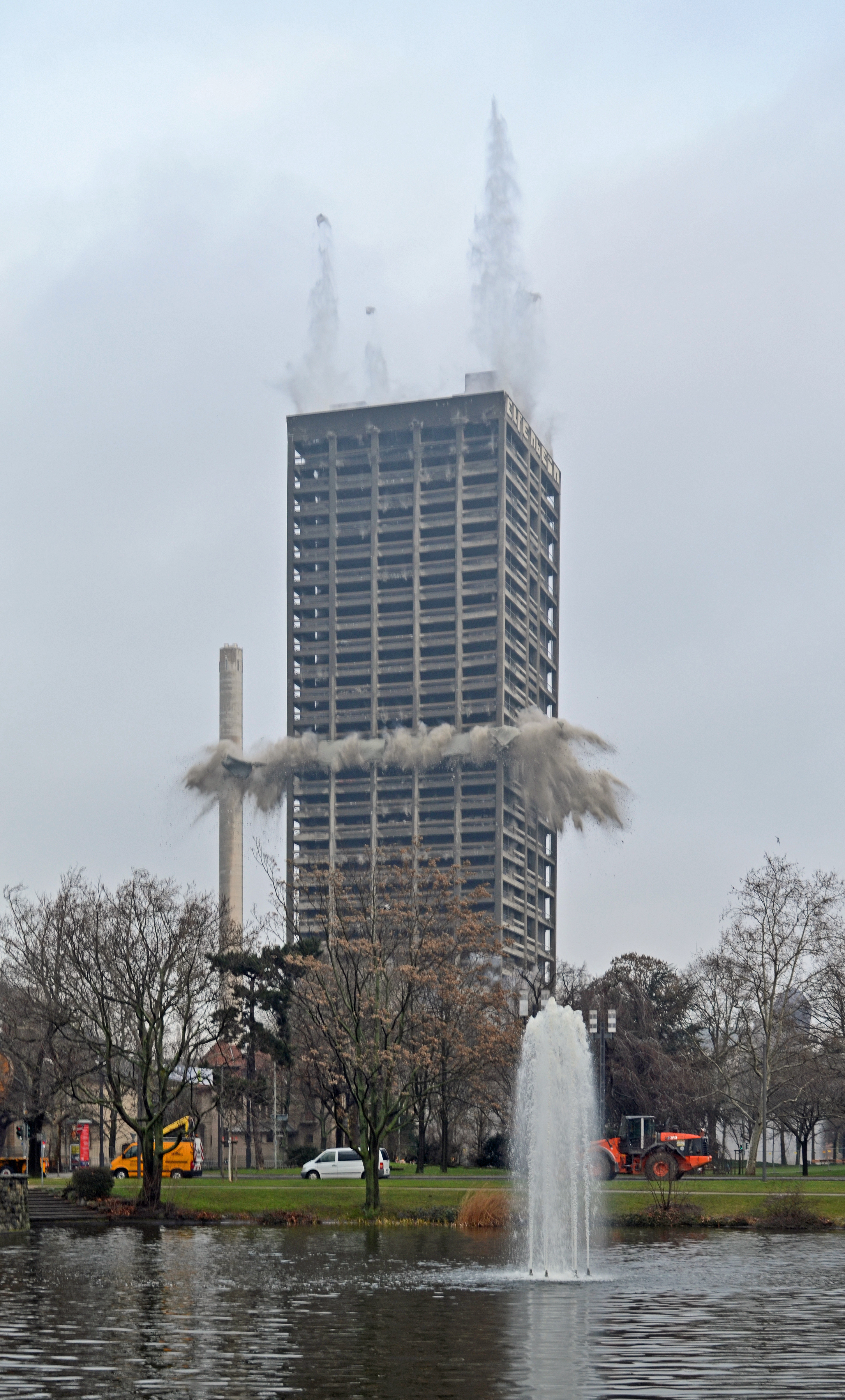
Sprengung des AfE-Turms 2014

Reisch gilt als einer der erfahrensten Sprengtechniker Deutschlands, vor allem bei Unterwassersprengungen. Seine erste Sprengarbeit war Mitte der 1980er Jahre die Aufspaltung eines fünf Kubikmeter großen Felsbrockens, der im Allgäu von einem Berg herab zwischen zwei Hotelanlagen gerollt war.
Im März 1995 sorgte die Sprengung eines Teiches in der Nähe des Klosters Andechs für Aufsehen. Bei dem entstandenen Krater wurde zunächst von einem Meteoriten-Einschlag ausgegangen. Die Polizei hatte erst einen Tag nach der Sprengung von der Anzeige der Sprengung erfahren, da das zuständige Landratsamt Starnberg diese nicht weiterleitete. Das Geschehen führte zu einer intensiven weltweiten Presseberichterstattung. Sie brachte Sprengmeister Reisch den Spitznamen Krater-Edi ein.
Im Oktober 2002 wurde Reisch vor dem Hamburger Landgericht zu sechs Monaten Haft auf Bewährung verurteilt. Ihm wurde vorgeworfen, Anfang Dezember 2000 den Tod zweier Mitarbeiter fahrlässig verantwortet zu haben. Damals hatte er die Aufgabe, ein Kesselhaus des HEW-Heizkraftwerkes in Hamburg zu sprengen. Während der Vorarbeiten waren Schweißnähte aufgegangen und das Gebäude umgekippt.
Darüber hinaus sprengte Reisch unter anderem 1999 die Donaubrücke in Leipheim, im Jahr 2006 den 108 Meter hohen Sender Hemmingen, 2008 das Agfa-Hochhaus in München, 2009 den 150 Meter hohen Kamin der Zuckerfabrik in Regensburg und 2010 Pfeiler der Haseltalbrücke bei Aschaffenburg.
Am 2. Februar 2014 verantwortete Reisch die bis dahin höchste Gebäudesprengung Europas. Mit 950 Kilo Sprengstoff, verteilt auf 1400 Bohrlöcher, sprengte er kontrolliert den 116 Meter hohen AfE-Turm der Uni Frankfurt. Dabei ließ er zunächst die Fassade vertikal zu Boden fallen, um Sekunden später den massiven Gebäudekern mit einer Kollapssprengung zweimal ineinander zu falten. Da das Gebäude aufgrund der dicht bebauten Umgebung nicht umstürzen durfte, musste diese komplizierte Variante gewählt werden. Die Sprengung selbst lief fehlerfrei, Reisch selbst sprach auf einer anschließenden Pressekonferenz von einer „Bilderbuchsprengung“. Sie wurde von 30.000 Schaulustigen beobachtet und live in mehreren Fernsehsendern übertragen.
Am 6. November 2021 folgte die Sprengung der Salzbachtalbrücke. Im Laufe mehrerer Monate des Jahres 2023 wurde das Gemeinschaftskraftwerk Kiel unter seiner Leitung in mehreren Etappen gesprengt, wobei es mehrmals Pannen gab.